# Im Osten
Im Osten ist ein Lied des deutschen Musikers Kai Niemann, das er im Februar 2001 als „Niemann“ veröffentlichte.

## Entstehung und Veröffentlichung
Im Osten wurde von Niemann selbst getextet und komponiert. Er erklärte in Interviews, es aus Trotz geschrieben zu haben, als er sich während seines Zivildienstes bei Göttingen als Ostdeutscher diskriminiert fühlte. Heute fände er es „manchmal peinlich“, Ossi zu sein. Für die Produktion zeichnete René Möckel verantwortlich.
Die Erstveröffentlichung des Liedes erfolgte als Single am 12. Februar 2001 bei Berlin Records. Diese erschien als CD-Maxi-Single mit vier verschiedenen Versionen. Am 25. Juni 2001 erschien das Lied auf Niemanns drittem Studioalbum Die Welt ist ein Irrenhaus.

## Inhalt
Das Lied ist auf Hochdeutsch gehalten, bis auf den Refrain, in dem ein Chor im sächsischen Dialekt einsetzt. Inhaltlich beschreibt Niemann, dass die Männer im Osten „besser küssten“, die „Omis viel lieber sind“, „die Mauern im Osten besser halten“, „die Mädchen im Osten viel schöner“ seien und „eigentlich fast alles etwas besser“ sei. Trotzdem seien die Ossis „viel zu bescheiden“.

## Rezeption
Der Inhalt des Lieds wurde vom Tagesspiegel als augenzwinkernde Hymne über die positiven Eigenschaften des Ostens gewertet, mit dem Niemann durch bewusste satirische Überspitzung „die Wessis mit ihren eigenen Waffen schlägt“. Zu einer ähnlich positiven Bewertung kam Radio SAW aus Magdeburg. Bei den Musikfernsehsendern MTV und VIVA stieß Im Osten dagegen auf Ablehnung: Es wurde nicht gespielt, zum Teil mit Verweis auf ein fehlendes Musikvideo. Laut Niemanns Management hätten die Sender aber vorab gezielt durchblicken lassen, darauf keinen Wert zu legen. MTV kommentierte Niemanns Text negativ mit „Im Osten sind nicht nur die Mädchen schöner. Die besseren Neonazis haben sie auch“, während VIVA darauf verwies, keine deutschen Lieder in diesem Musikstil zu spielen.
Die Gerd-Show parodierte das Lied noch im Frühjahr 2001 mit dem Lied Im Westen (1000 Gründe), das ebenfalls in die deutschen Singlecharts gelangte.
Der Rapper Finch verwendete das Lied 2019 bei einem TikTok-Video, wodurch es erneute Aufmerksamkeit erhielt.

## Kommerzieller Erfolg
Niemann war aufgrund des kommerziellen Erfolgs als „Ostexperte“ in mehrere Talkshows eingeladen, wie etwa bei Sabine Christiansen, in Die Harald Schmidt Show und im Riverboat des MDR.

### Chartplatzierungen
| ChartsChartplatzierungen | Höchstplatzierung | Wochen |
| ------------------------ | ----------------- | ------ |
| Deutschland (GfK)        | 4 (13 Wo.)        | 13     |

| ChartsJahrescharts (2001) | Platzierung |
| ------------------------- | ----------- |
| Deutschland (GfK)         | 66          |

### Auszeichnungen für Musikverkäufe
Im Osten verkaufte sich laut Quellen mehr als 300.000 Mal. Für 250.000 Verkäufe erhielt er dabei in Deutschland eine Goldene Schallplatte.
| Land/Region        | Auszeichnungen für Musikverkäufe (Land/Region, Auszeichnung, Verkäufe) | Verkäufe |
| ------------------ | ---------------------------------------------------------------------- | -------- |
| Deutschland (BVMI) | Gold                                                                   | 250.000  |
| Insgesamt          | 1× Gold ·                                                              | 250.000  |